# 丹增當卻
丹增當卻（1916年—？），漢名鄧奎，曾任行憲第一屆國民大會代表，行憲後第一屆立法委員。

## 經歷
- 畢業於西藏大布嶺學校
- 桑欽寺涅倉[2]
- 民國卅七年（1948年），任西藏駐京辦事處藏文秘書（時年32歲）
- 第一屆國民大會代表（當選證書：藏國字二九）
- 同年7月6日，西藏地方呈送其為立法院立法委員（當選證書：藏立字第十三號）[3][4]

未隨中華民國政府遷往臺灣，之後狀況不明。